# 대자브강
대자브강(大-, 영어: Great Zab, 아랍어: الزاب الكبير)은 튀르키예와 이라크의 영토를 따라 흐르는 강으로, 튀르키예의 반호 인근에서 발원하여 모술 부근 티그리스강 줄기와 합류한다. 강의 유역은 40,300 km2에 달하며, 복수의 지류로부터 수류가 들어온다. 댐으로 베크메댐이 존재하나 걸프 전쟁 당시 가동을 멈추었다. 역사적으로 아시리아·메디아·아케메네스 제국 등 많은 서아시아 제국의 영토였으며 19~20세기부터 쿠르드족이 기거하는 삶의 터전이 되어가고 있다.

## 참고 문헌
- Bosworth, C.E. (2010), 〈AL-Zāb〉,   Bearman, P.; Bianquis, Th.; Bosworth, C.E.; van Donzel, E.; Heinrichs, W.P., 《Encyclopaedia of Islam, Second Edition》, Leiden: Brill Online, OCLC 624382576
- Kliot, Nurit (1994), 《Water Resources and Conflict in the Middle East》, Milton Park: Routledge, ISBN 0-415-09752-5
- Iraqi Ministries of Environment, Water Resources and Municipalities and Public Works (2006), 〈Volume I: Overview of present conditions and current use of the water in the marshlands area/Book 1: Water resources〉, 《New Eden Master Plan for integrated water resources management in the marshlands areas》, New Eden Group